# 서울 엠마누엘
"서울 엠마누엘"은 1993년에 개봉한 대한민국의 영화이다.

## 캐스팅
- 김문희
- 나한일
- 김희정
- 이주현
- 최동준
- 앤디 김
- 최민
- 유정열
- 김대식
- 윤동현